# 張學聖
張學聖（？—？），是中國清朝官員，於1648年擔任福建巡撫，主要從事福建之軍政事務，品等約為二品。
1651年（永曆五年）鄭成功出兵廣東，令從叔鄭芝莞守廈門。張學聖得知廈門防務空虛，命興泉道黃澍、泉州鎮總兵馬得功偷襲攻陷中左所（即廈門）。
| 前任： 佟国鼐 | 福建巡撫 1648年上任 | 繼任： 佟國器 |